# Grigorij Wiatkin
Grigorij Matwiejewicz Wiatkin (ros. Григорий Матвеевич Вяткин, ur. 1900 we wsi Wiatkino w powiecie iszymskim w guberni tobolskiej, zm. 1939) – funkcjonariusz radzieckich służb specjalnych, major bezpieczeństwa państwowego.

## Życiorys
Urodził się w biednej rodzinie chłopskiej. Do 1916 skończył dwie klasy szkoły ministerstwa oświaty, później pracował w gospodarstwie ojca w rodzinnej wsi. Od maja 1920 do grudnia 1922 służył w Armii Czerwonej jako szeregowy pułku kawalerii 1 Syberyjskiej Dywizji Piechoty, w sierpniu 1921 został przyjęty do RKP(b), po zwolnieniu z armii wrócił do pracy na roli. Od marca 1923 pracował w OGPU, był kursantem szkoły OGPU w Omsku, od lutego 1924 pracował w gubernialnym oddziale GPU w Nowonikołajewsku (obecnie Nowosybirsk), następnie od grudnia 1924 do sierpnia 1931 w Tomsku, od sierpnia 1931 do maja 1933 w Niżnieudinsku, potem ponownie w Tomsku. Od października 1933 do 10 lipca 1934 pracował w Pełnomocnym Przedstawicielstwie (PP) OGPU na Kraj Zachodniosyberyjski, później w Zarządzie NKWD Kraju Zachodniosyberyjskiego, gdzie do 23 stycznia 1937 pełnił funkcję szefa Oddziału 3 Wydziału 6 i od 23 stycznia do 27 lipca 1937 zastępca szefa Wydziału 6. Następnie został przeniesiony do centrali NKWD ZSRR w Moskwie, gdzie od lipca 1937 do 26 lutego 1938 kierował Oddziałem 6 Wydziału 6 GUGB. Później od 26 lutego do 16 listopada 1938 pracował w NKWD Ukraińskiej SRR jako szef Zarządu NKWD obwodu żytomierskiego. 22 marca 1936 otrzymał stopień porucznika, 29 stycznia 1937 starszego porucznika, od 2 grudnia 1937 kapitana, a 15 czerwca 1938 majora bezpieczeństwa państwowego.
16 listopada 1938 został aresztowany, a 22 lutego 1939 skazany na śmierć przez Wojskowe Kolegium Sądu Najwyższego ZSRR i następnie rozstrzelany. Nie został zrehabilitowany.

## Odznaczenia
- Order „Znak Honoru” (19 grudnia 1937)
- Medal jubileuszowy „XX lat Robotniczo-Chłopskiej Armii Czerwonej” (22 lutego 1938)
- Odznaka Honorowego Funkcjonariusza Czeki/GPU (25 sierpnia 1937)